# Spelobia ulla
Spelobia ulla är en tvåvingeart som beskrevs av Rohacek 1983. Spelobia ulla ingår i släktet Spelobia och familjen hoppflugor.
Artens utbredningsområde är Finland. Arten är reproducerande i Sverige. Inga underarter finns listade i Catalogue of Life.